# Агафонова Євгенія Олександрівна
Євгенія Олександрівна Агафонова (1931 — 1 липня 2015) — доярка радгоспу «Городище» Воскресенського району Московської області, Герой Соціалістичної Праці (1951). Член ВКП(б)/КПРС з 1952 року.
Народилася в 1931 році в селі Марчуги Воскресенського району Московської області. Після закінчення 7 класів сільської школи в червні 1949 року влаштувалася працювати підмінною дояркою на молочну ферму радгоспу «Городище», через кілька місяців отримала власну групу (9 корів), надій якої становив 3000 кг.
1950 року взяла зобов'язання надоїти по 6500 кг, а надоїла в середньому на голову 7432 кг молока при жирності 3,6%, посівши перше місце серед доярок племінних радгоспів РРФСР. За це нагороджена медаллю «За трудову відзнаку» (05.10.1950). За 6 місяців 1951 р. надоїла по 4100 кг від корови за рік - 7700 кг
Указом Президії Верховної Ради СРСР від 3 листопада 1951 року за досягнення високих показників у тваринництві присвоєно звання Героя Соціалістичної Праці.
У 1955 році з відзнакою закінчила Єгор'євський технікум, а потім — Московську сільськогосподарську академію імені К. А. Тімірязєва. Працювала у своєму радгоспі зоотехніком.
З 1960 року, після укрупнення господарств, — керуюча Городищенським відділенням радгоспу «Воскресенський».
Обиралася членом ЦК профспілки працівників сільського господарства, депутат Московської обласної ради (1950).
Проживала в селі Городище Воскресенського району. Померла 1 липня 2015 року.